# يوجين ميرمان
يوجين ميرمان هو ممثل وكاتب أمريكي - روسي ولد في 24 يوليو 1974.

## روابط خارجية
- يوجين ميرمان على موقع IMDb (الإنجليزية)
- يوجين ميرمان على موقع ألو سيني (الفرنسية)
- يوجين ميرمان على موقع ميوزك برينز (الإنجليزية)
- يوجين ميرمان على موقع إن إن دي بي (الإنجليزية)
- يوجين ميرمان على موقع أول ميوزيك (الإنجليزية)
- يوجين ميرمان على موقع ديسكوغز (الإنجليزية)
- يوجين ميرمان على موقع قاعدة بيانات الفيلم (الإنجليزية)